# RK Zaječar (női)
Az RK Zaječar (Zaječar kézilabda-csapata, magyar kiejtéssel RK Zájecsár, cirill írással Pукометни Kлуб Зајечар) három szerb bajnoki címmel és három szerb kupagyőzelemmel rendelkező női kézilabda-csapat, amely klub székhelye a szerbiai Zaječar városa.

## A zaječari női kézilabda története
A zaječari kézilabda története egészen a múlt század közepéig nyúlik vissza. A férfi kézilabda-csapat első, nagypályás, mérkőzést 1949. július 26-án játszotta, s azóta is, megszakítás nélkül vívja mérkőzéseit a jugoszláv, szerb-montenegrói illetve szerb bajnokságok különböző osztályaiban.
A női kézilabda előzményének tekinthető hazena nevű játékot már korábban is „űzik” Zaječarban, 1926-ban még klubot is alapítanak ennek a „sportágnak”. Egy ideig a Merkur nevet viseli a klub, s döntőrészt a textilgyár női munkásai vesznek részt a játékban, majd idővel Timočanka névre változik az egyesület neve, amely később a női kézilabda-csapat neve is lesz egy ideig.
Az első hivatalos és nyilvános kispályás női kézilabda-összecsapást 1956. május 1-jén rendezték Zaječar városában. A legelső női mérkőzésen a Mladost (Fiatalság) nevű csapat képviselte a zaječariakat, amely gárda ezen a néven egészen 1957 augusztusáig versenyzett. Ezt követően 1961-ig Železničar néven ismert a klub. 1962-ben a zaječari Đura Jakšić Általános Iskola sportközössége megalapítja kézilabdás szekcióját és ugyanezen év júniusáig ezen a néven is szerepel a bajnokságban, amikor is a Železničar kézilabda-csapatába „olvad”, s Železničar néven küzd a Srpska ligába (Szerb Ligába) való jutásért. 1968. szeptember 22-től Timočanka, majd 1978. márciusától Ženski rukometni klub Kožarsko (a zaječari textil-üzem támogatása nyomán) néven szerepelnek a bajnokságban a zaječari női kézilabdások.
A KTK Zaječar női kézilabda-csapat 1984/1985-ben, az alapítást követően 29 évvel, jutott fel először a jugoszláv női kézilabda-bajnokság első osztályába, s a jubileumi 30 évében, 1 idényt (1985/1986), a legjobb jugoszláv női klubok körében töltött. Ezt követően 22 évnek kellett eltelnie ahhoz, hogy újra a legmagasabb osztályban szerepelhessen a város női kézilabda-együttese.
2008-ban a zaječari kézilabda férfi és női csapata egy klubban egyesült, s az RK Zaječar nevet viselik. A női kézilabdások az elmúlt 58 idényükben összesen 965 mérkőzést vívtak meg, melyből 467-et megnyertek, 351-et elveszítettek 53 döntetlen eredmény mellett. Összesen 15761 gólt szereztek és 14562 gólt kaptak a női játékosok, amely 963 pont eléréséhez volt elegendő. 2008-ban, Zoran Barbulović vezetőedző irányítása alatt, megnyerte a szerb női másodosztály küzdelmeit a Zaječar, s ezzel jogot szerzett a szerb női kézilabda-bajnokság első osztályában való indulásra. Első, 2008/2009-es, legmagasabb osztályú idényében, ötödik helyezést ért el a gárda, amely egyből nemzetközi, Challenge-kupaszereplést jelentett. 2009. januárjában Dragan Markov vette át a szerb csapat irányítását, akivel második idényében egyből bajnok és kupagyőztes lett a női egyesület. Azóta további két-két bajnoki és kupasikernek örülhetett a délszláv gárda. Közben egy rövid időszak során Duško Milić is irányította a csapatot, ám ő gyakorlatilag csak a nemzetközi tétmeccseken vezette a balkáni együttest. 2012 nyarán Dragan Markov lejáró szerződését nem hosszabbította meg a klub, helyét a szerb női kézilabda-válogatott szövetségi kapitánya, Saša Bošković vette át.

## Sikerei
- 3-szoros szerb bajnok: 2009/2010; 2010/2011; 2011/2012
- 3-szoros szerb kupagyőztes: 2009/2010; 2010/2011; 2011/2012

## A 2012-2013-as idény játékoskerete
| No.        | Nemzetiség | Név                      | Született            | Magasság | Testsúly |       |       |       |
| Kapus      | Kapus      | Kapus                    | Kapus                | Kapus    | Kapus    | Kapus | Kapus | Kapus |
| ---------- | ---------- | ------------------------ | -------------------- | -------- | -------- | ----- | ----- | ----- |
| 22         | szerb      | Maja Dragoljubović       | 1981. május 12.      | 1,75 m   | 58 kg    |       |       |       |
| 12         | román      | Ludmila Tereza Pislaru   | 1982. április 28.    | 1,87 m   | 74 kg    |       |       |       |
|            | szerb      | Jovana Stanojević        |                      |          |          |       |       |       |
| Balszélső  |            |                          |                      |          |          |       |       |       |
| 19         | horvát     | Maja Zebić               | 1982. május 31.      | 1,78 m   |          |       |       |       |
| 11         | szerb      | Jelena Nisavić           | 1980. szeptember 17. | 1,65 m   | 56 kg    |       |       |       |
| Balátlövő  |            |                          |                      |          |          |       |       |       |
| 77         | ukrán      | Liliia Gorilska          | 1988. február 26.    | 1,87 m   |          |       |       |       |
| Irányító   |            |                          |                      |          |          |       |       |       |
| 7          | szerb      | Tanja Vučković           | 1981. június 22.     | 1,70 m   |          |       |       |       |
| 20         | szerb      | Tamara Georgijev         | 1992. szeptember 6.  | 1,73 m   |          |       |       |       |
| 66         | spanyol    | Nuria Benzal Andaloussi  | 1985. április 3.     | 1,68 m   |          |       |       |       |
| Beálló     |            |                          |                      |          |          |       |       |       |
| 17         | szerb      | Sanja Rajović            | 1981. május 18.      | 1,74 m   |          |       |       |       |
| 18         | spanyol    | Begona Fernandez Molinos | 1980. március 22.    | 1,83 m   |          |       |       |       |
| Jobbátlövő |            |                          |                      |          |          |       |       |       |
| 10         | magyar     | Sopronyi Anett           | 1986. november 27.   | 1,78 m   |          |       |       |       |
| 99         | spanyol    | Marta Mangue Gonzales    | 1983. április 23.    | 1,70 m   |          |       |       |       |
| Jobbszélső |            |                          |                      |          |          |       |       |       |
| 13         | spanyol    | Jessica Alonso Bernardo  | 1983. szeptember 20. | 1,72 m   |          |       |       |       |
| 5          | horvát     | Aneta Peraica            | 1985. július 29.     | 1,75 m   |          |       |       |       |

## Szakmai stáb
| Nemzetiség               | Név               |            |            |            |            |            |            |            |
| Vezetőedző               | Vezetőedző        | Vezetőedző | Vezetőedző | Vezetőedző | Vezetőedző | Vezetőedző | Vezetőedző | Vezetőedző |
| ------------------------ | ----------------- | ---------- | ---------- | ---------- | ---------- | ---------- | ---------- | ---------- |
| Szerbia                  | Saša Bošković     |            |            |            |            |            |            |            |
| Erőnléti edző, segédedző |                   |            |            |            |            |            |            |            |
| Szerbia                  | Živojin Maksić    |            |            |            |            |            |            |            |
| Kapusedző                |                   |            |            |            |            |            |            |            |
| Szerbia                  | Zlatko Krsmančić  |            |            |            |            |            |            |            |
| Fizikoterapeuta          |                   |            |            |            |            |            |            |            |
| Szerbia                  | Nenad Nikodijević |            |            |            |            |            |            |            |
| Szerbia                  | Miljan Pešić      |            |            |            |            |            |            |            |

## A csapat vezetőedzői
| Időszak                    | Név              |
| -------------------------- | ---------------- |
| - 2009. január             | Zoran Barbulović |
| 2010. - 2011. február      | Duško Milić      |
| 2009. január -2012. június | Dragan Markov    |
| 2012. július 10. -         | Saša Bošković    |

### Nemzetközi kupaszereplés
| Szezon    | Kupasorozat     | Forduló          | Időpont              | Helyszín       | Hazai csapat           | Vendég csapat               | Eredmény      |
| --------- | --------------- | ---------------- | -------------------- | -------------- | ---------------------- | --------------------------- | ------------- |
| 2009-2010 | Challenge-kupa  | 3. forduló       | 2009. október 31.    | Zaječar        | RK Zaječar             | HandbalAcademie             | 39-27 (14-13) |
|           |                 | 3. forduló       | 2009. november 7.    | Almere         | HandbalAcademie        | RK Zaječar                  | 33-43 (12-25) |
|           |                 | 4. forduló       | 2010. február 6.     | Buxtehude      | Buxtehuder Sportverein | RK Zaječar                  | 32-28 (12-15) |
|           |                 | 4. forduló       | 2010. február 13.    | Zaječar        | RK Zaječar             | Buxtehuder Sportverein      | 25-27 (16-16) |
| 2010-2011 | Bajnokok Ligája | 2. selejtező-kör | 2010. szeptember 17. | Lublin         | KIF Vejen              | RK Zaječar                  | 29-30 (13-17) |
|           |                 | 2. selejtező-kör | 2010. szeptember 18. | Lublin         | RK Zaječar             | DVSC - Korvex               | 24-25 (14-14) |
|           |                 | 2. selejtező-kör | 2010. szeptember 19. | Lublin         | SPR Lublin SSA         | RK Zaječar                  | 31-34 (17-18) |
| 2010-2011 | EHF-kupa        | 3. forduló       | 2010. november 14.   | Zalau          | Handball Club Zalau    | RK Zaječar                  | 29-25 (16-12) |
|           |                 | 3. forduló       | 2010. november 20.   | Zaječar        | RK Zaječar             | Handball Club Zalau         | 30-22 (15-10) |
|           |                 | Nyolcaddöntő     | 2011. február 6.     | Oldenburg      | VfL Oldenburg          | RK Zaječar                  | 42-25 (21-10) |
|           |                 | Nyolcaddöntő     | 2011. február 12.    | Zaječar        | RK Zaječar             | VfL Oldenburg               | 31-39 (9-21)  |
| 2011-2012 | Bajnokok Ligája | 1. Selejtező-kör | 2011. szeptember 2.  | Michalovce     | RK Zaječar             | Britterm Veseli nad Moravou | 31-17 (14-9)  |
|           |                 | 1. selejtező-kör | 2011. szeptember 3.  | Michalovce     | IUVENTA Michalovce     | RK Zaječar                  | 26-36 (13-17) |
|           |                 | 1. selejtező-kör | 2011. szeptember 4.  | Michalovce     | Üsküdar B.S.K.         | RK Zaječar                  | 27-34 (12-15) |
|           |                 | 2. selejtező-kör | 2011. szeptember 17. | Grenaa         | U Jolidon Cluj         | RK Zaječar                  | 33-32 (18-16) |
|           |                 | 2. selejtező-kör | 2011. szeptember 18. | Grenaa         | RK Zaječar             | Rosztov-Don                 | 27-15 (14-7)  |
| 2011-2012 | KEK             | 3. forduló       | 2011. november 11.   | Zaječar        | MizuWaAi Dalfsen       | RK Zaječar                  | 24-27 (16-15) |
|           |                 | 3. forduló       | 2011. november 12.   | Zaječar        | RK Zaječar             | MizuWaAi Dalfsen            | 30-22 (14-11) |
|           |                 | Nyolcaddöntő     | 2012. február 5.     | Székesfehérvár | Alcoa FKC              | RK Zaječar                  | 24-20 (11-6)  |
|           |                 | Nyolcaddöntő     | 2012. február 11.    | Zaječar        | RK Zaječar             | Alcoa FKC                   | 24-17 (14-10) |
|           |                 | Negyeddöntő      | 2012. március 3.     | Zaječar        | RK Zaječar             | Dinamo Volgográd            | 28-31 (15-15) |
|           |                 | Negyeddöntő      | 2012. március 10.    | Volgográd      | Dinamo Volgográd       | RK Zaječar                  | 32-26 (13-11) |